# Badminton-Nationalliga A 2009/10
Die Badminton-Nationalliga A der Saison 2009/2010 als höchste Spielklasse im Badminton in der Schweiz zur Ermittlung des nationalen Mannschaftsmeisters bestand aus einer Vorrunde im Modus Jeder gegen jeden und anschliessenden Play-off-Spielen. Meister wurde der BV St. Gallen-Appenzell.

## Vorrunde
| Platz | Team                   | Punkte | Spiele | +/- | Sätze   | +/-  | Partien |
| ----- | ---------------------- | ------ | ------ | --- | ------- | ---- | ------- |
| 01    | BV St. Gallen          | 58     | 104:40 | 64  | 223:98  | 125  | 18      |
| 02    | BV Adliswil            | 48     | 91:53  | 38  | 194:124 | 70   | 18      |
| 03    | BV Team Solothurn      | 45     | 88:56  | 32  | 196:137 | 59   | 18      |
| 04    | BC Uzwil               | 39     | 77:67  | 10  | 179:157 | 22   | 18      |
| 05    | SC Uni Basel           | 39     | 74:70  | 4   | 158:166 | −8   | 18      |
| 06    | Union Tafers-Fribourg  | 36     | 70:74  | −4  | 167:168 | −1   | 18      |
| 07    | BC Yverdon-les-Bains   | 35     | 73:71  | 2   | 169:158 | 11   | 18      |
| 08    | BC La Chaux-de-Fonds   | 25     | 58:86  | −28 | 141:187 | −46  | 18      |
| 09    | Team Argovia           | 20     | 48:96  | −48 | 113:207 | −94  | 18      |
| 10    | Redline Zentralschweiz | 15     | 37:107 | −70 | 92:230  | −138 | 18      |

## Halbfinale
- BV St. Gallen – BC Uzwil: 3:5, 6:2
- BV Adliswil – BV Team Solothurn: 5:3, 5:3

## Finale
- BV St. Gallen – BV Adliswil: 3:5, 5:3